# Martinskapelle (Meißen)

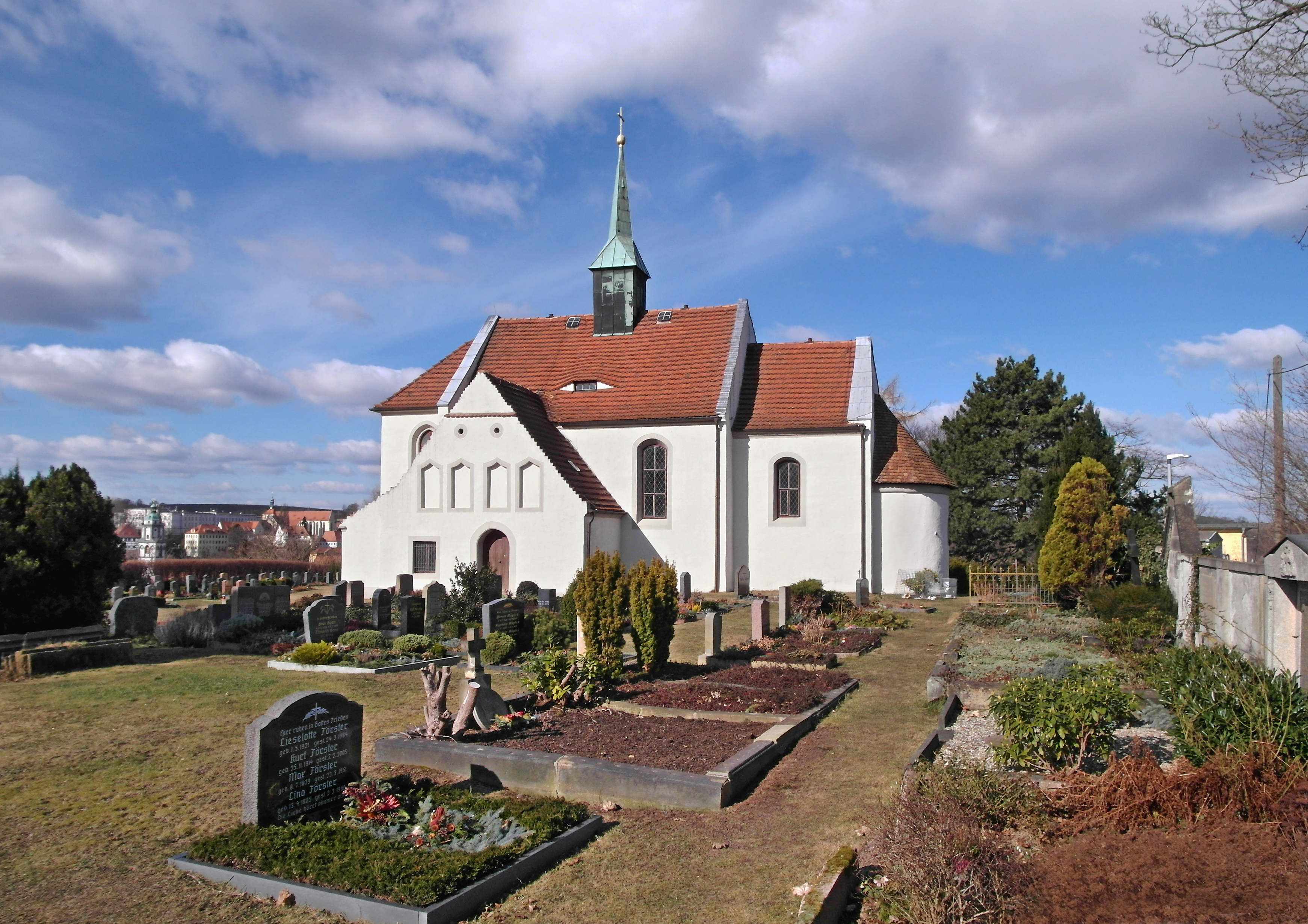
Martinskapelle in Meißen

Die evangelische Martinskapelle auf dem Plossen ist eine romanische Saalkirche im Stadtteil Plossen von Meißen im gleichnamigen Landkreis in Sachsen. Sie gehört zum Pfarrbereich St. Afra in Meißen im Kirchenbezirk Meißen-Großenhain der Evangelisch-Lutherischen Landeskirche Sachsens und wird als Begräbniskirche genutzt.

## Geschichte und Architektur

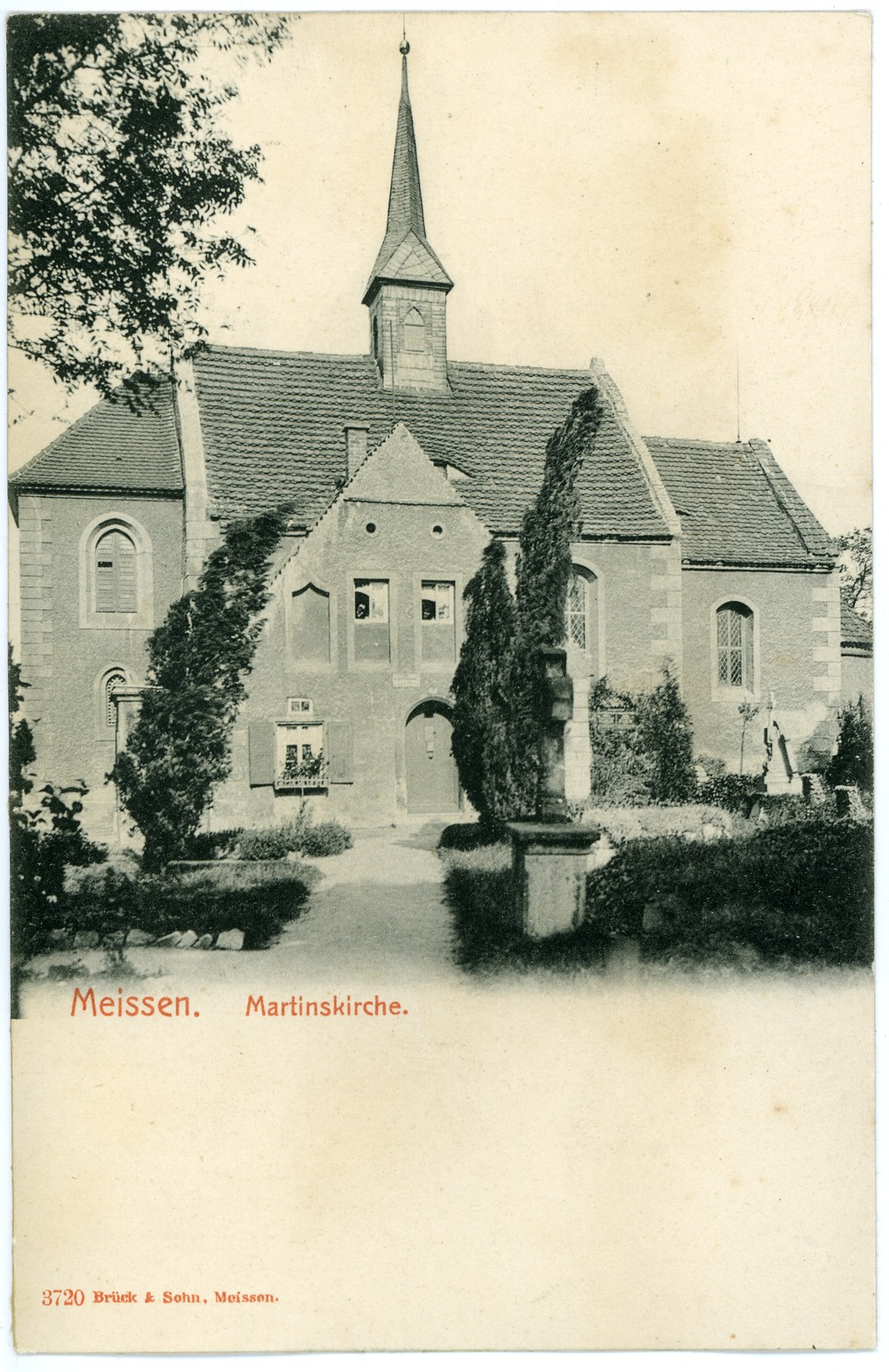
Ansicht um 1903

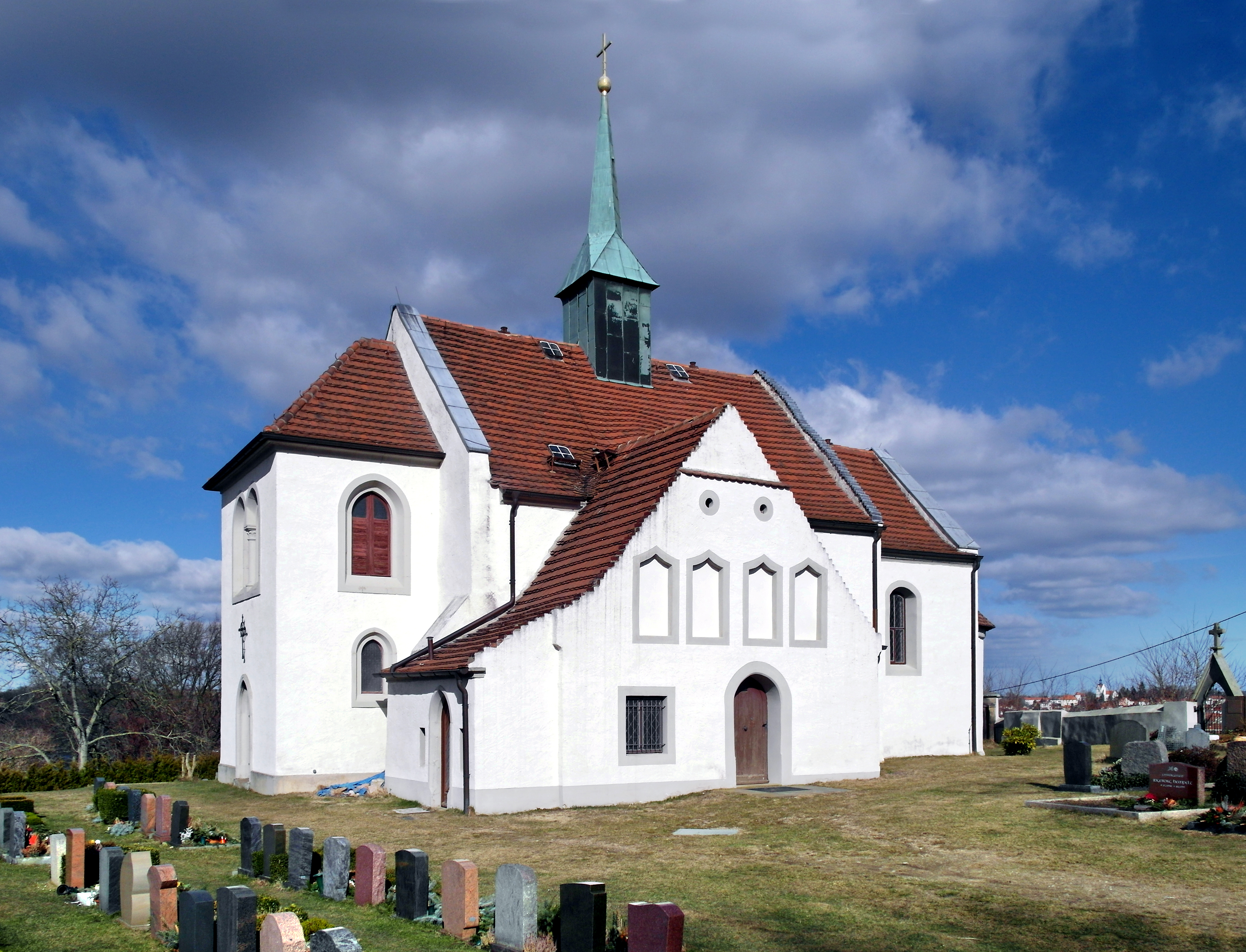
Südseite

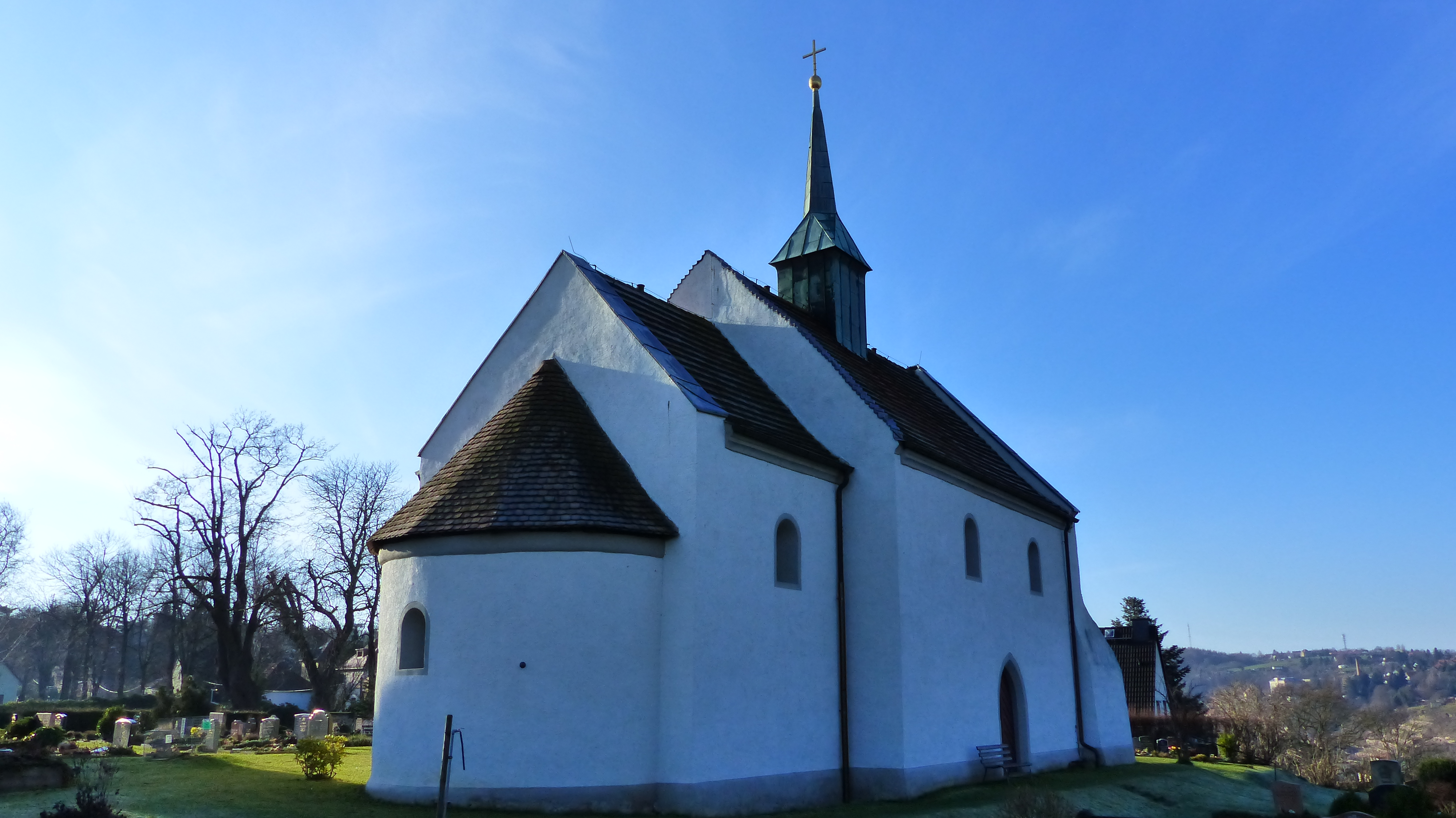
Nordostansicht

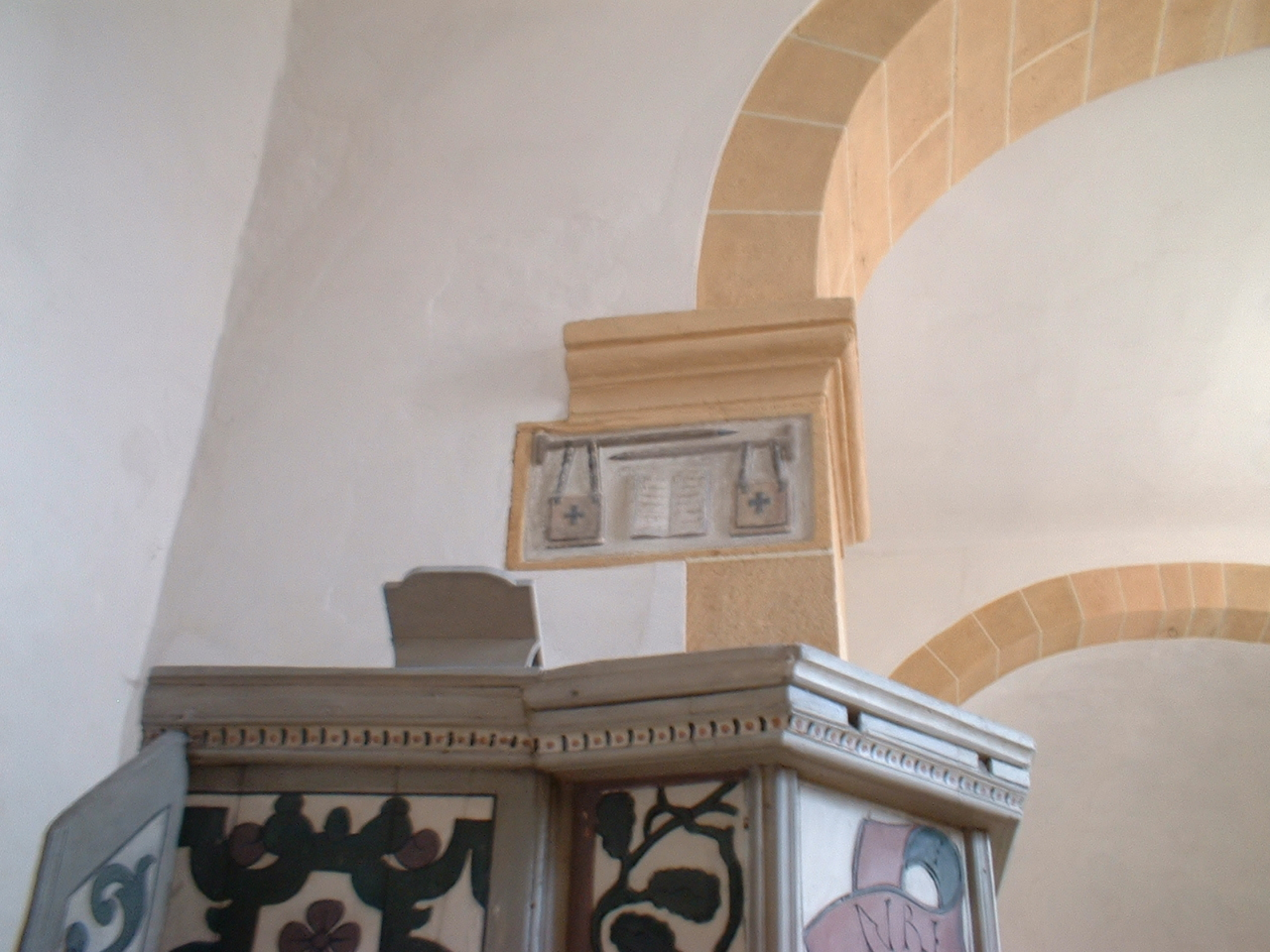
Kanzel mit Relieftafel

Die Kirche liegt in Plossen, hoch auf dem Bergsporn über der Mündung der Triebisch in die Elbe. Die Saalkirche ist romanischen Ursprungs und stammt aus der Mitte des 12. Jahrhunderts. Im Jahr 1437 wurde die Kirche nach Schäden in den Hussitenkriegen wiederhergestellt. 1683 wurde das Innere mit Decken, Emporen und Gestühl gänzlich erneuert. Im Jahr 1885 wurde ein Anbau im Westen hinzugefügt und der Südanbau verändert; ein neuer Dachreiter wurde erbaut. Im Jahr 1981 erfolgten weitere Reparaturen, wobei an der Westwand eine zweibogige Arkade freigelegt wurde, die möglicherweise einst zu einem Raum in einem ehemaligen, breiten Westturm führte. Im Giebelmauerwerk des Chorquadrats wurden Fragmente romanischer Bauplastik gefunden.
Die Kirche ist ein verputzter Bruchsteinbau in der Art romanischer Dorfkirchen, der inmitten eines Friedhofs liegt. Sie besteht aus einem Saal mit eingezogenem Chor und halbrunder Apsis und wird im Westen durch zwei Strebepfeiler abgestützt. Das Bauwerk wird durch ein Satteldach mit Dachreiter und einem Treppengiebel im Osten abgeschlossen. An der Nordseite sind noch romanische Fenster erhalten, die übrigen wurden im Jahr 1683 vergrößert. Ein spitzbogiges Portal im Norden aus der Zeit um 1400 erschließt das Bauwerk. Im Westen und im Süden wurden zweigeschossige Anbauten hinzugefügt. In der Eingangshalle ist das romanische Südportal mit Rundbogen, umlaufendem Sockelprofil und eingelegtem Rundwulst erhalten.
Das Innere ist flachgedeckt, die Apsis hat keine Fenster, Eingeschossige Emporen sind im Westen und an der westlichen Hälfte der Südseite eingebaut.

## Ausstattung
Ein sehenswerter Flügelaltar mit geschnitzten und gefassten Holzfiguren vor Goldgrund und mit Schleierwerk stammt aus der Zeit um 1500 und stand ursprünglich in der Kirche von Weinböhla. Er zeigt in der Predella das gemalte Schweißtuch der Veronika, das von zwei Engeln gehalten wird. Im Mittelschrein sind die Figuren des heiligen Martin zu Pferde mit Bettler, Johannes des Evangelisten und des heiligen Urban dargestellt. Die gemalten Seitenflügel wurden um 1996 restauriert. Der Altar wurde in die St.-Afra-Kirche übertragen und kann dort besichtigt werden.
Die Kanzel aus dem Jahr 1516 besteht aus dem Kanzelkorb, der auf einen ehemaligen Seitenaltar steht und von einer gedrehten Säule gestützt wird, die aus dem Jahr 1636 stammt. Im Mittelfeld der Brüstung ist ein Schädel mit aus den Augen tretenden Schlangen dargestellt, darunter sind ein in eine Bahre eingehängter Sarg und ein Band mit der Inschrift INRI/1516 zu finden. Neben der Kanzeltreppe steht ein wohl ehemals als Beichtstuhl genutztes Inventarstück. Am Triumphbogen ist eine vermutlich romanische Relieftafel angebracht, mit zwei waagerechten Krückstöcken, an denen mit Kreuzen verzierte (Pilger?-)Taschen hängen, zwischen diesen ein aufgeschlagenes Buch. Von diesen Taschen (Betteltaschen des von Martin beschenkten Bettlers und des Heiligen selbst?) soll der ehemalige volkstümliche Name „Bettelmannskirche“ herrühren.

## Geläut
Das Geläut besteht aus einer Bronzeglocke, der Glockenstuhl ist aus Eichenholz, wie auch das  Glockenjoch.
Im Folgenden eine Datenübersicht des Geläutes:
| Nr. | Gussdatum | Gießer                     | Material | Durchmesser | Masse  | Schlagton |
| --- | --------- | -------------------------- | -------- | ----------- | ------ | --------- |
| 1   | 1885      | Glockengießerei E.F. Gruhl | Bronze   | 590 mm      | 115 kg | es″       |